# Brachyaciura rufiventris
Brachyaciura rufiventris är en tvåvingeart som först beskrevs av Mario Bezzi 1918.  Brachyaciura rufiventris ingår i släktet Brachyaciura och familjen borrflugor. Inga underarter finns listade.